# Tipula nivalis
Tipula nivalis är en tvåvingeart som beskrevs av Evgenyi Nikolayevich Savchenko 1961. Tipula nivalis ingår i släktet Tipula och familjen storharkrankar. Inga underarter finns listade i Catalogue of Life.